# Озеро Добре
О́зеро До́бре — гідрологічна пам'ятка природи загальнодержавного значення в Україні. Розташована в межах Камінь-Каширського району Волинської області, на південь від села Підріччя. 
Площа 47 га. Оголошена згідно з розпорядженням Ради Міністрів України № 780 від 14.10.1975 року. Перебуває у віданні Камінь-Каширського держлісгоспу, Нуйнівського лісництва, кв. 5, вид. 23. 
Унікальне озеро карстового походження з піщаним дном серед лісового масиву. Глибина озера до 15 м. Навколо озера ростуть високобонітетні насадження сосни звичайної і берези повислої віком 40–80 років із багатим підліском із журавлини болотяної, чорниці, брусниці. На берегах озера зростає очерет звичайний. У прибережній смузі зростають рідкісні рослини: плаун колючий і любка дволиста, занесені до Червоної книги України. 
В озері багата іхтіофауна: лящ, короп, в'юн, окунь, щука, лин, карась сріблястий, плітка звичайна. Місце зупинки на відпочинок під час перельотів та розмноження деяких водоплавних птахів, зокрема пірникози великої і лиски. 
Поблизу східного берега озера, на території бази відпочинку, розташована ботанічна пам'ятка природи місцевого значення «Дуб звичайний».

## Галерея

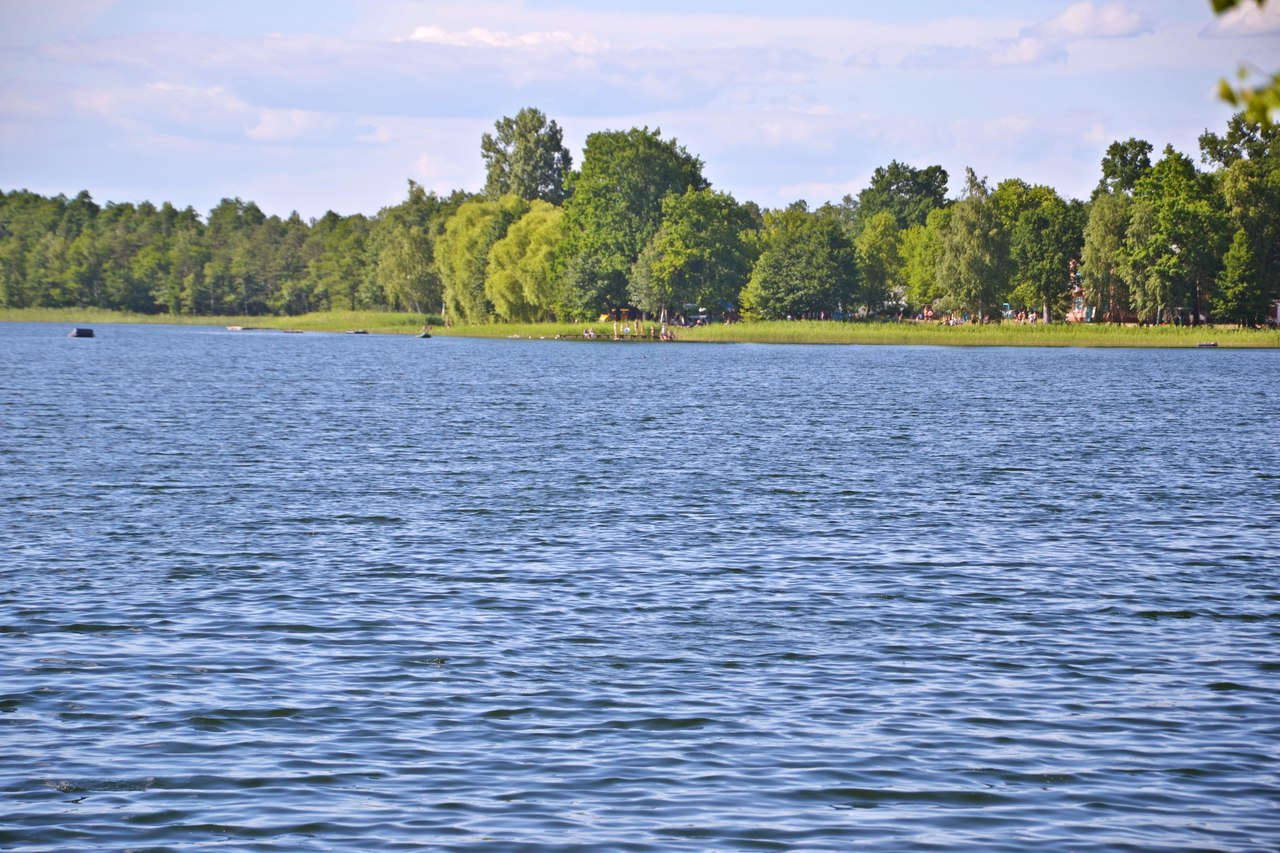
База відпочинку 2015 рік
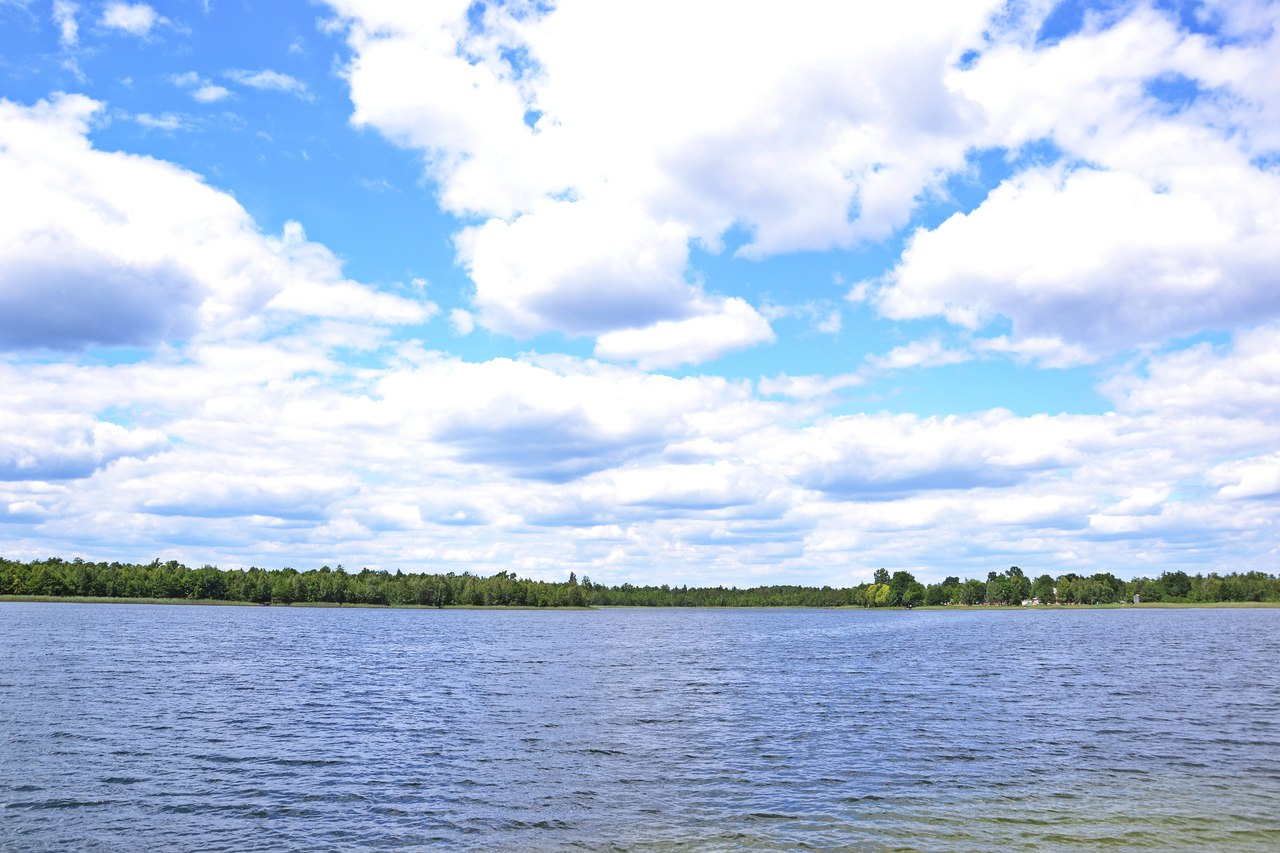
Північна частина 2015 рік
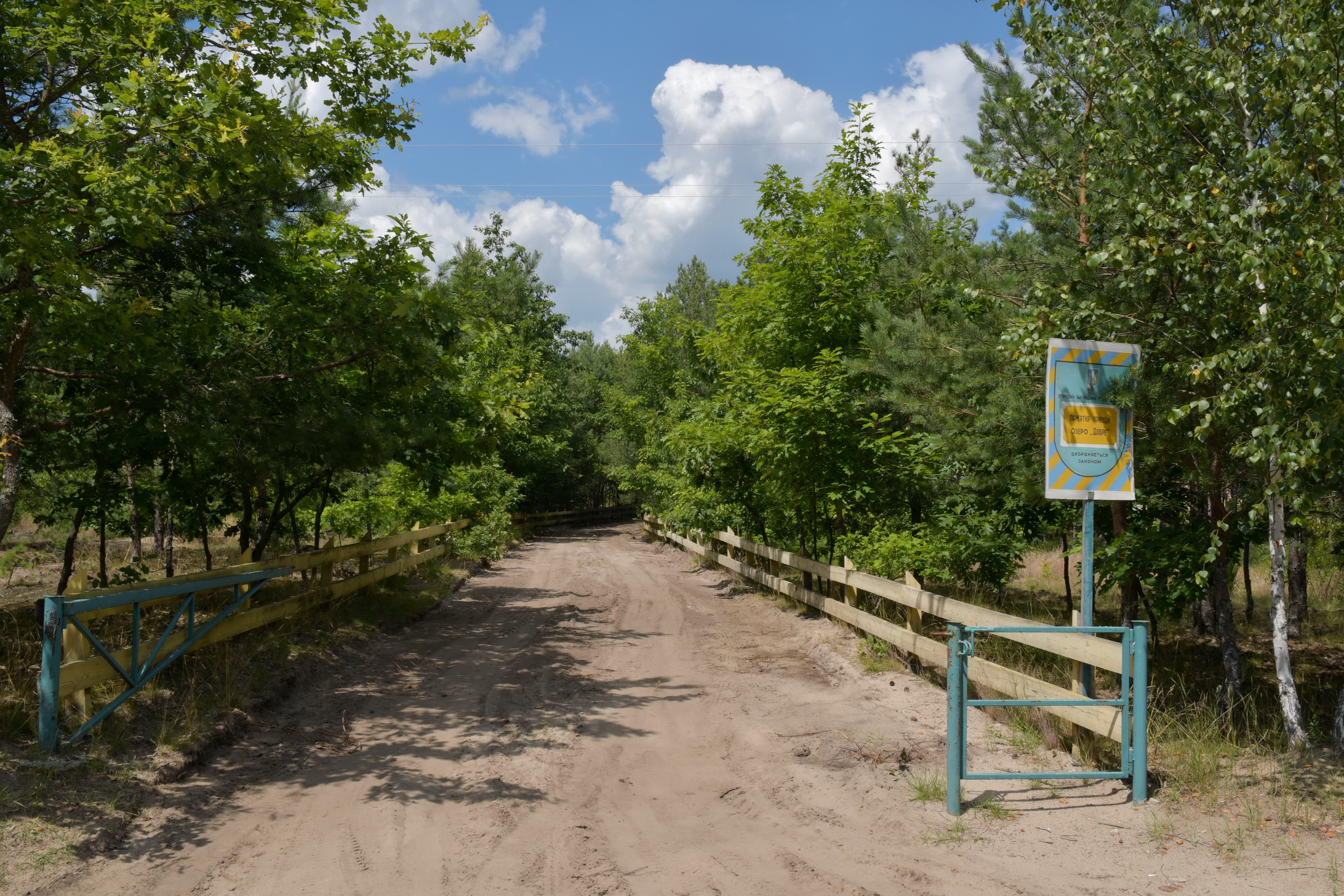
Охоронна дошка
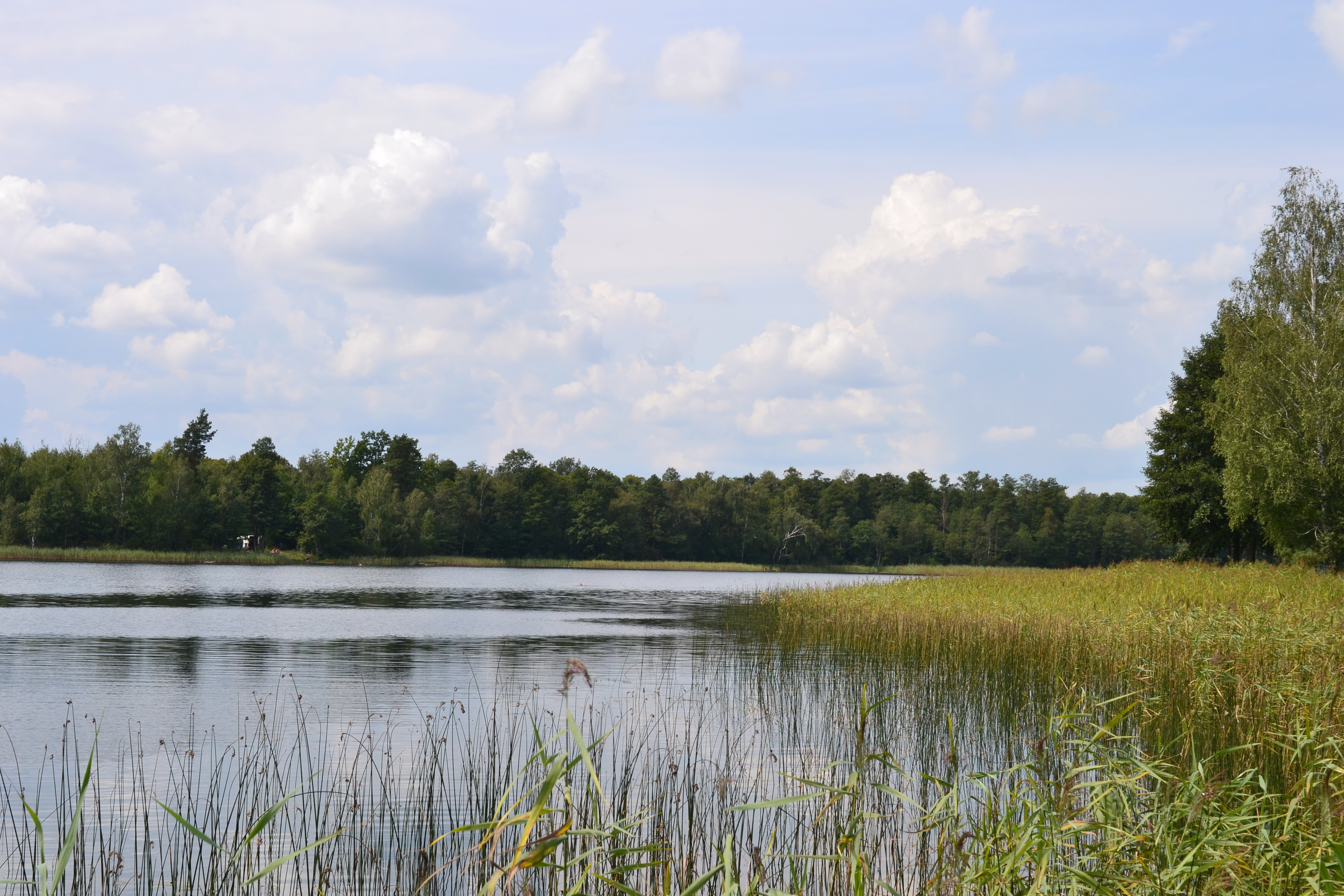
Північний берег 2018 рік
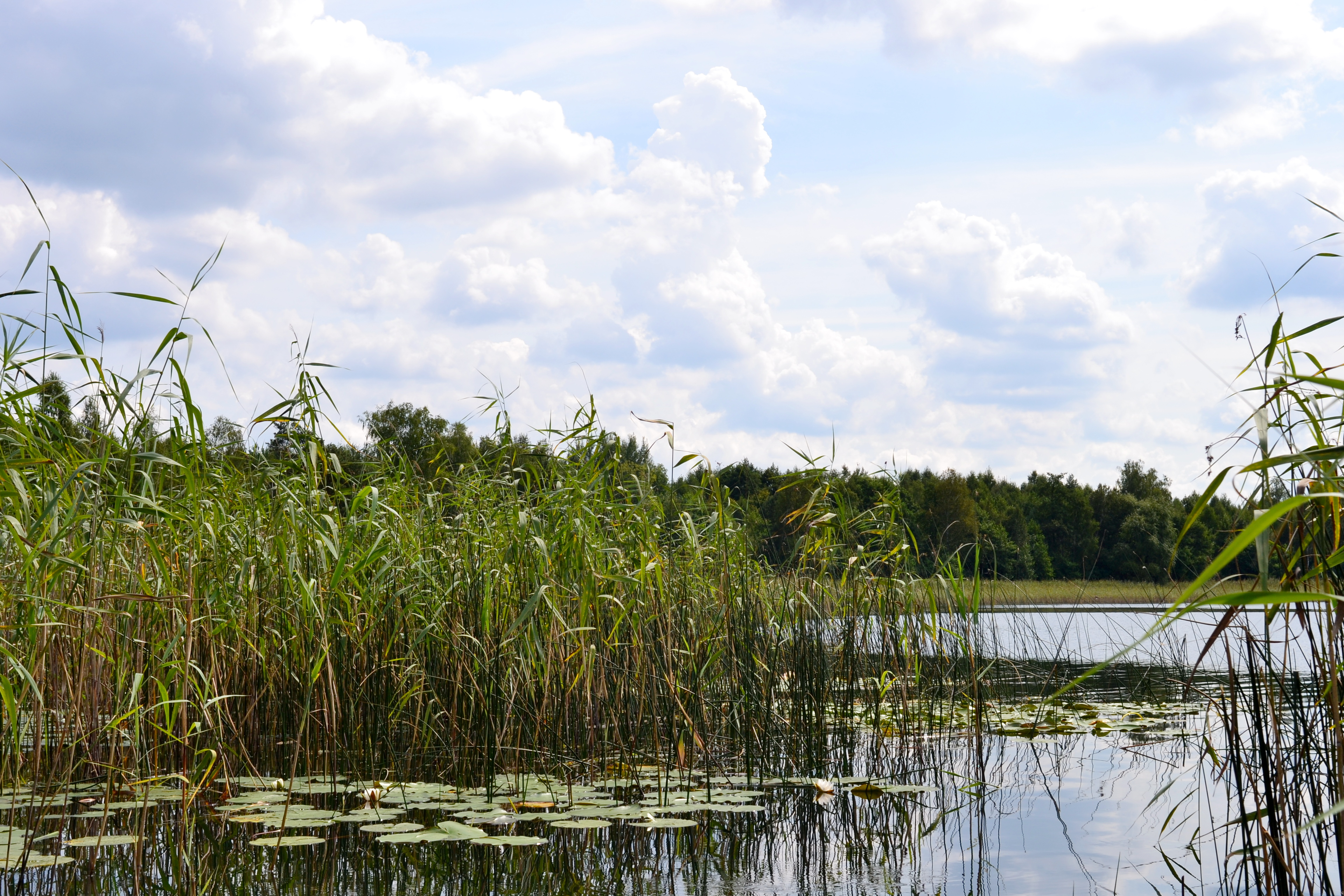
Очерет звичайний і Латаття біле
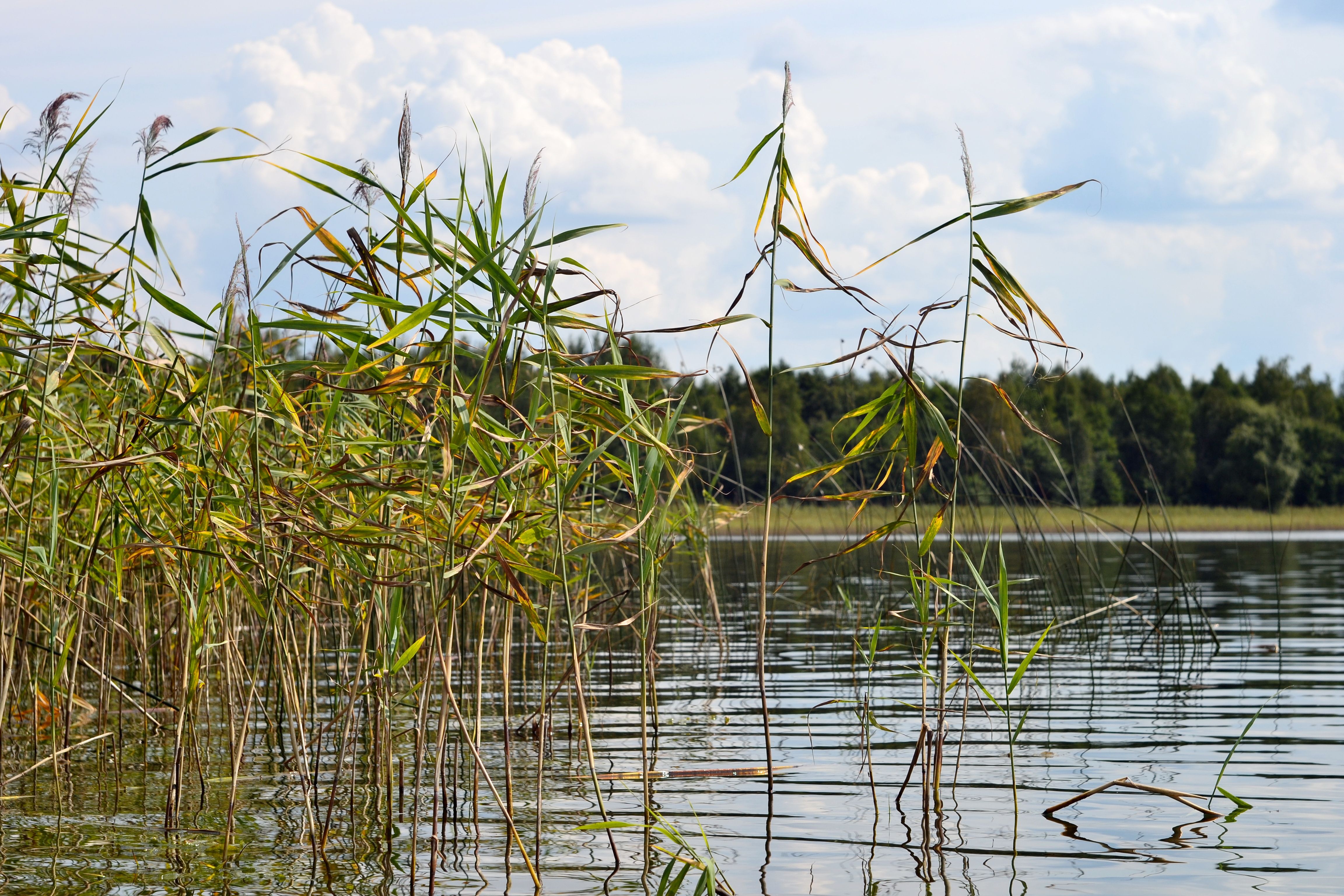
Очерет звичайний
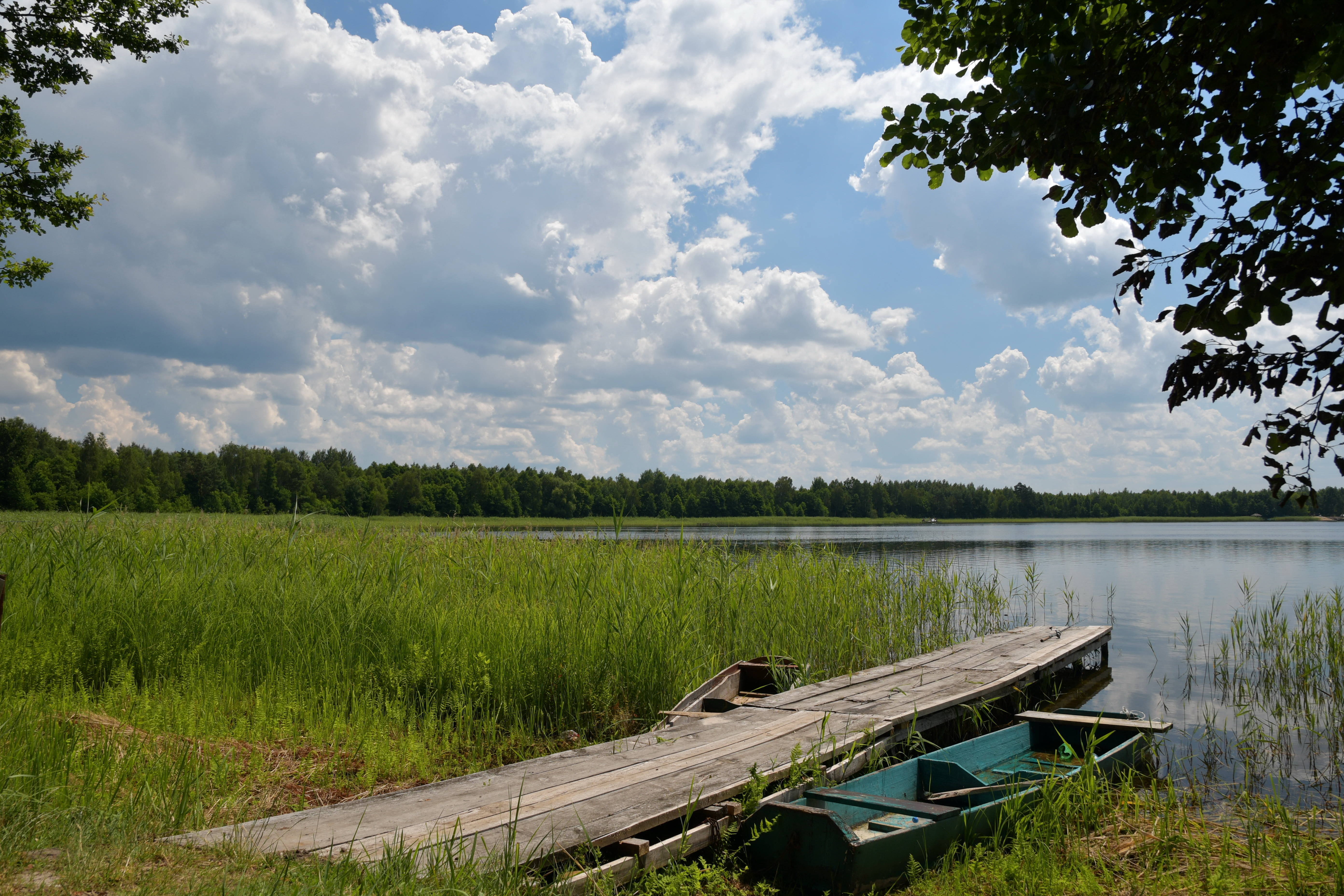
Східний берег 2020 рік
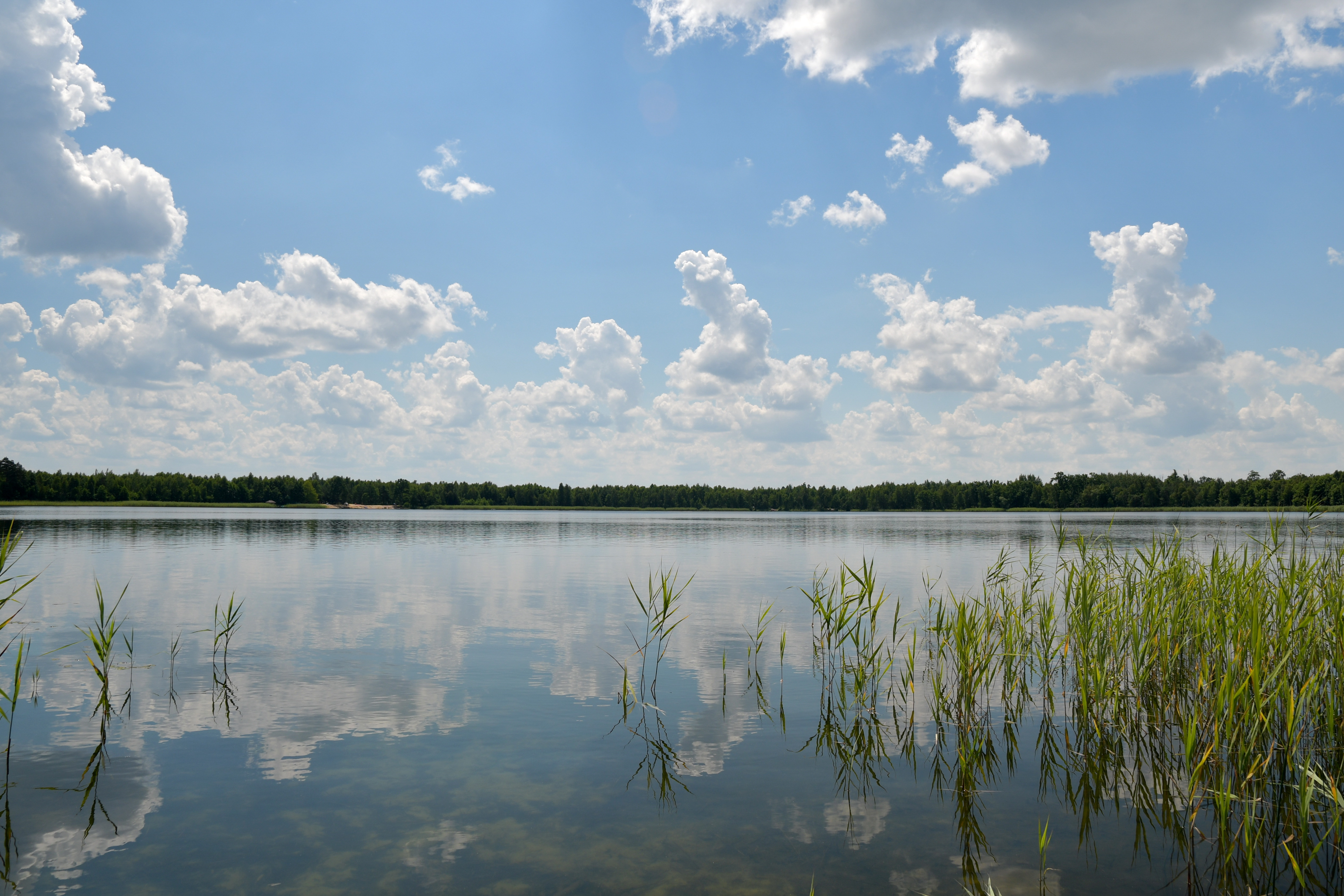
Західний берег 2020 рік
- З містка бази відпочинку у 2020 році